# Mohamed Atwi
Mohamed Ahmed Atwi (Harouf, 10 de enero de 1987- Beirut, 18 de septiembre de 2020) fue un futbolista profesional libanés, que se desempeñó como centrocampista.   
El 21 de agosto de 2020, Atwi fue alcanzado en la cabeza por una bala perdida. Falleció el 18 de septiembre de 2020, después de casi un mes en cuidados intensivos. 

## Carrera de club
Atwi comenzó su carrera en 2004 en los Olympic Beirut en la Premier League libanesa, permaneciendo en el club la próxima temporada cuando se convirtieron en el AC Trípoli. Atwi luego se mudó al Tadamon Sour en 2006, permaneciendo allí dos temporadas, antes de mudarse a los campeones consecutivos de la liga Ansar en 2008. Permaneció en el club con sede en Beirut durante nueve temporadas, y regresó al Tadamon Sour en un préstamo de una temporada en 2017. En 2018, Atwi se mudó a Akhaa Ahli Aley, donde permaneció hasta su muerte en 2020. 

## Carrera internacional
Atwi hizo su debut con la selección de Líbano el 11 de junio de 2013, saliendo del banco para reemplazar a Mahmoud Kojok en el minuto 67 de una derrota por 4-0 ante Irán en un partido de clasificación para la Copa del Mundo de 2014.

## Fallecimiento
El 21 de agosto de 2020, Atwi fue alcanzado por una bala perdida en la cabeza en el área de Cola de Beirut, Líbano, durante el funeral de un bombero que murió en la explosión de Beirut en 2020. Lo llevaron inconsciente al Hospital General de Makassed, donde le administraron dieciséis unidades de sangre debido a una hemorragia extensa. El personal médico pudo detener la hemorragia sin poder extraer la bala, ya que estaba ubicada en una zona sensible del cerebro. Fue puesto en cuidados intensivos, en un coma inducido médicamente. 
El 24 de agosto, el hermano de Atwi, Ali, declaró que estaba buscando demandar a quien estuviera detrás del disparo. En la mañana del 18 de septiembre de 2020, Atwi murió a causa de sus heridas

## Honores

### Club
Ansar
- Copa FA de Líbano : 2009-10, 2011-12, 2016-17
- Supercopa de Líbano : 2012

### Individual
Premios
- Gol de la temporada de la Premier League libanesa : 2015-16[12]

Actuaciones
- Mejor proveedor de asistencia de la Premier League libanesa : 2010-11[13]